# George Andrew Olah
George Andrew Olah, geboren als Oláh György (Boedapest, 22 mei 1927 – Los Angeles, 8 maart 2017) was een Amerikaanse scheikundige en Nobelprijswinnaar van Hongaarse afkomst. Hij heeft een belangrijke rol gespeeld bij de studie van carbokationen via superzuren. Voor zijn bijdragen aan deze studies kreeg hij in 1994 de Nobelprijs voor de Scheikunde. Tevens kreeg hij de Priestley Medal, de hoogste onderscheiding van de American Chemical Society.

## Biografie
Olah werd geboren in Boedapest, Hongarije als zoon van Magda (Krasznai) en Julius Oláh, die advocaat was. Na te hebben gestudeerd aan de middelbare school van Budapesti Piarista Gimnazium, ging hij studeren aan de hedendaagse Technisch en Economische Universiteit van Boedapest. Als gevolg van de Hongaarse Opstand in 1956 verhuisden Olah en zijn familie naar Engeland, en later naar Canada. Daar werd Olah lid van Dow Chemical in Sarnia, Ontario, samen met een andere Hongaarse scheikundige, Stephen J. Kuhn. Olahs werk op het gebied van carbokationchemie begon tijdens de acht jaar dat hij voor Dow werkte.
In 1965 ging hij naar de Case Western Reserve University. In 1971 verkreeg hij het Amerikaanse staatsburgerschap en in 1977 ging hij werken aan de University of Southern California. Olah was een professor aan deze universiteit. Tevens was hij directeur van het Loker Hydrocarbon Research Institute. In 2005 schreef Olah een essay ter promotie van de methanoleconomie.

## Werk
Olahs werkgebied betrof de carbokation-chemie, ofwel de scheikunde voor het afbreken en terug opbouwen van koolwaterstoffen. Zijn zoektocht naar stabiele carbokationen leidde tot de ontdekking van geprotoneerd methaan dat gestabiliseerd wordt door superzuren, zoals FSO3H-SbF5 (magisch zuur).
{\displaystyle \mathrm {CH_{4}\ +\ H^{+}\ \longrightarrow \ CH_{5}^{+}} }
Olah was ook betrokken in een langdurige carrièrestrijd met Herbert Brown van de Purdue-universiteit over het bestaan van zogenaamde "niet-klassieke" carbokationen, zoals het methaniumion (CH+) en het norbornylkation (C7H7+).